# Armeria sancta
Armeria sancta är en triftväxtart som beskrevs av Victor von Janka. Armeria sancta ingår i släktet triftar, och familjen triftväxter. Inga underarter finns listade i Catalogue of Life.